# 勒塞利耶
勒塞利耶（法語：Le Cellier，法語發音：[lə sɛlje] ⓘ）是法国大西洋卢瓦尔省的一个市镇，位于该省东部，属于沙托布里扬-昂斯尼区。

## 地理
勒塞利耶（47°19'10"N, 1°20'47"W）面积35.99 平方千米，位于法国卢瓦尔河地区大区大西洋卢瓦尔省，该省份为法国西北部沿海省份，位于布列塔尼半岛东南部，北起伊勒-维莱讷省，西北接莫尔比昂省，西临大西洋，南至旺代省，东临曼恩-卢瓦尔省。
与勒塞利耶接壤的市镇（或旧市镇、城区）包括：卢瓦尔河畔迪瓦特、库费、利涅、卢瓦尔河畔莫沃、乌东、圣马尔迪代塞尔、奥雷当茹。

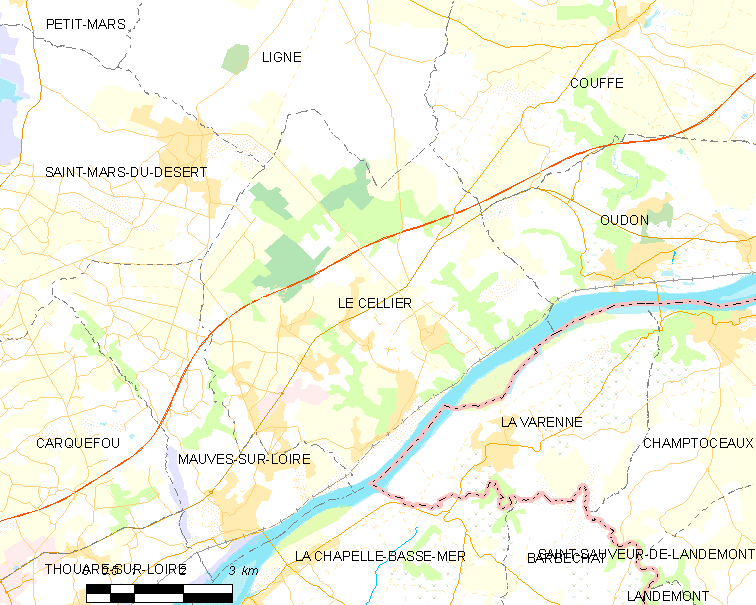
勒塞利耶的OSM定位图

勒塞利耶的时区为UTC+01:00、UTC+02:00（夏令时）。

## 行政
勒塞利耶的邮政编码为44850，INSEE市镇编码为44028。

## 政治
勒塞利耶所属的省级选区为埃德尔河畔诺尔县。

## 人口

1962-2008年间勒塞利耶人口变化图示

勒塞利耶于2022年1月1日时的人口数量为4011人。